# Synodites genalis
Synodites genalis är en stekelart som först beskrevs av Heinrich Habermehl 1925.
Synodites genalis ingår i släktet Synodites och familjen brokparasitsteklar. Inga underarter finns listade i Catalogue of Life.